# (31884) 2000 FK27
2000 FK27 (asteroide 31884) é um asteroide da cintura principal. Possui uma excentricidade de 0.08035580 e uma inclinação de 2.36335º.
Este asteroide foi descoberto no dia 27 de março de 2000 por LONEOS em Anderson Mesa.